# Johanna Stockschläder
Johanna Maria Stockschläder (Siegen,  11 februari 1995) is een Duitse handbalspeler die uitkomt voor de Bundesliga-club Thüringer HC.

## Carrière

### Club
Stockschläder begon met handballen bij TSG Adler Dielfen en speelde in verdrer in de jeugd van TVE Netphen. Daar speelde ze als B-junior in de regionale Junioren A competitie. De buitenspeelster verhuisde daarna naar Bayer Leverkusen, waar ze met het  A-jeugdteam het Duitse kampioenschap won. In 2013 stapte ze over naar tweedeklasser HSG Bad Wildungen. Een jaar later promoveerde ze met Bad Wildungen naar de Bundesliga. Om meer speelminuten te maken, ging ze in het seizoen 2015/16 spelen het voor tweedeklasser SG 09 Kirchhof op basis van dubbelspeelrecht. Vanaf seizoen 2017/18 stond Stockschläder onder contract bij Borussia Dortmund. Met Dortmund won ze in 2021 het Duitse kampioenschap. In de zomer van 2021 verhuisde ze naar competitierivaal Sport-Union Neckarsulm. Met 146 goals (allemaal velddoelpunten) eindigde ze in het seizoen 2021/22 als derde op de topscorerslijst van de Bundesliga. Stockschläder stapte voor het seizoen 2022/23 over naar Thüringer HC.

### Nationaal team
Stockschläder speelde in de jeugd voor de selectie van Westfalen. In oktober 2020  werd ze door bondscoach Henk Groener toegevoegd aan de voorselectie van het Duitse nationale team voor het EK 2020. Haar debuut volgde op 17 april 2021 in een WK kwalificatiewedstrijd tegen Portugal en ze scoorde bij haar debuut acht doelpunten. In 2022 maakte ze onderdeel uit van het Duitse team op de EK. In de laatste hoofdrondewedstrijd tegen Roemenië was Stockschläder met tien doelpunten de gevaarlijkste Duitse speelster.